# Växtblindhet

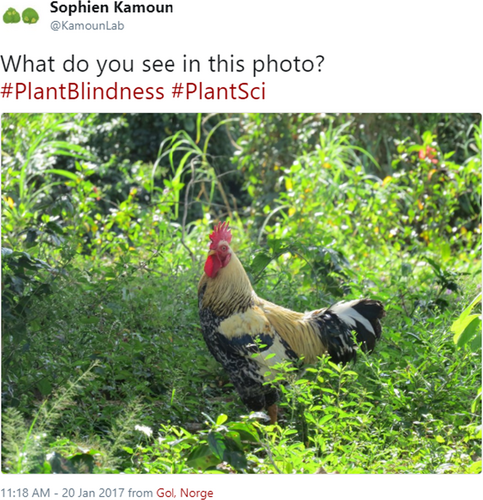
En tweet som den tunisiska biologen Sophien Kamoun skrev för att illustrera växtblindhet.

Växtblindhet är en informell benämning för en föreslagen kognitiv bias som i sin bredaste mening avser en mänsklig tendens att ignorera växtlighet. Detta inkluderar att inte uppmärksamma växtlighet i omgivningen samt att inte erkänna växtlighetens betydelse för biosfären och mänsklig verksamhet. Vidare omfattar det en filosofisk uppfattning om att växter skulle vara en lägre stående livsform än djur samt en oförmåga att uppskatta växters särskilda estetik och egenskaper.
Uttrycket växtblindhet (engelska: Plant blindness) myntades av botanikerna J. H. Wandersee och E. E. Schussler i artikeln Preventing plant blindness 1999.

## Orsaker
Inom vetenskapen har två huvudsakliga teorier för att förklara fenomenet med växtblindhet diskuterats: dels att växtblindheten skulle vara en del av den mänskliga naturen, och dels att det skulle kunna finnas en kulturell förklaringsmodell.

### Mänsklig natur
Enligt den första teorin skulle hjärnans kemiska sammansättning och syncentrum göra att människan lättare inte uppmärksammar växtlighet i synintryck. Förespråkare för denna teori pekar att åt att studier visat att människans hjärna inte kan processa alla den information som synintryck som ögat ser ger upphov till. Därför menar man att hjärnan fokuserar på bland annat rörelser, färgskiftningar och igenkänning, vilket skulle leda till att växtlighet uppmärksammas av hjärnan i lägre grad än till exempel djur.

### Kulturell förklaringsmodell
Enligt den andra teorin skulle det finnas en kulturell förklaringsmodell till växtblindhet, eftersom fenomenet framstår som olika utbrett i olika samhällen. Till exempel har föreslagits att fenomenet skulle vara mindre utbrett hos ursprungsfolk som i en högra grad än andra är beroende av växtlighet för traditionell naturmedicin och sina religiösa sedvanor.

## Potentiella konsekvenser
Som en följd av växtblindhet har föreslagits att det finns en ökad risk för att bevarande åtgärder för hotade arter underfinansiering vad gäller hotade växtarter, sett i relation till finansiering av bevarandeåtgärder för till exempel djurarter. Det har även föreslagits att växtblindhet kan leda till att utbildningar och forskning inom till exempel botanik nedprioriteras till förmån för andra utbildningar och annan forskning.

## Kritik
Kritiken mot växtblindhet som fenomen har i bland annat bestått i att  människans kognitiva bias i det här avseendet inte endast skulle gälla växtlighet, utan  omfatta alla arter utom ryggradsdjur och arter med människoliknande ögon.
Det har även framförts kritik mot begreppet som sådant, då det ansetts anspela för mycket på funktionsnedsättningar i form av synnedsättning. Som alternativ har därför den engelska termen Plant Awareness Disparity (PAD) föreslagits.